# بيرنامبوكو
بيرنامبوكو هي واحدة من الولايات السبع والعشرين البرازيلية، تقع في النصف الشرقي من شمال شرق البرازيل، يحدها بارايبا وسيارا من الشمال الغربي والمحيط الأطلسي من الشرق الاغواس وباهيا من الجنوب وبياوي من الغرب وتقع فيها جزيرة فيرناندو دي نورونها. عاصمتها مدينة ريسيفي.
تاريخيًا كانت الولاية مركزًا لزراعة قصب السكر وذلك بفضل مناخها الملائم، أما اليوم فيعتمد اقتصادها بشكل أساسي على قطاع الخدمات، على الرغم من أن زراعة قصب السكر لا تزال نشطة. لقد أدى قدوم الديمقراطية في عام 1985 إلى تقدم الدولة وتحدياتها بدورها، ورغم حدوث تحسن في المؤشرات الاقتصادية والصحية، إلا أن مستويات عدم المساواة لا تزال مرتفعة.

## معرض صور

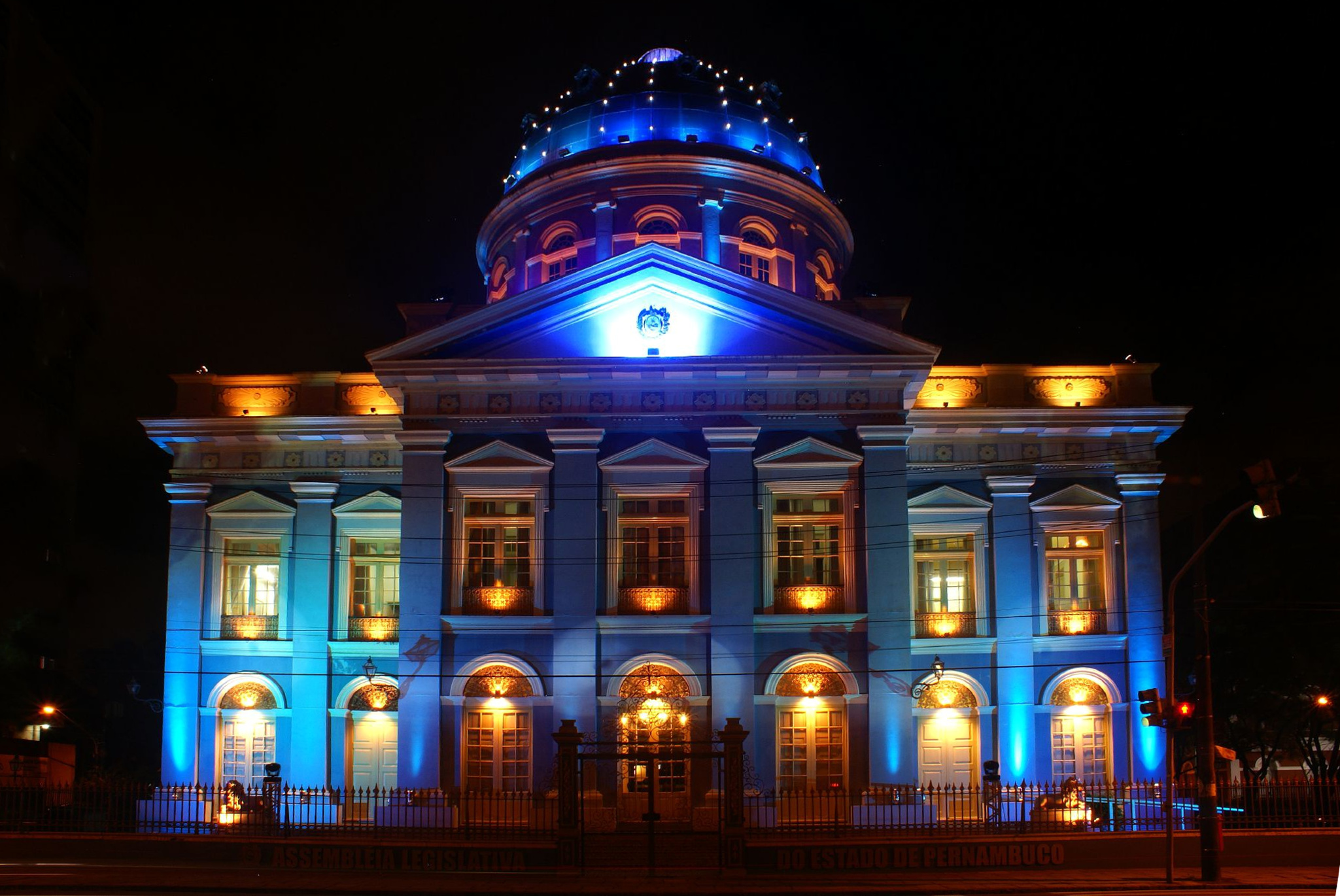
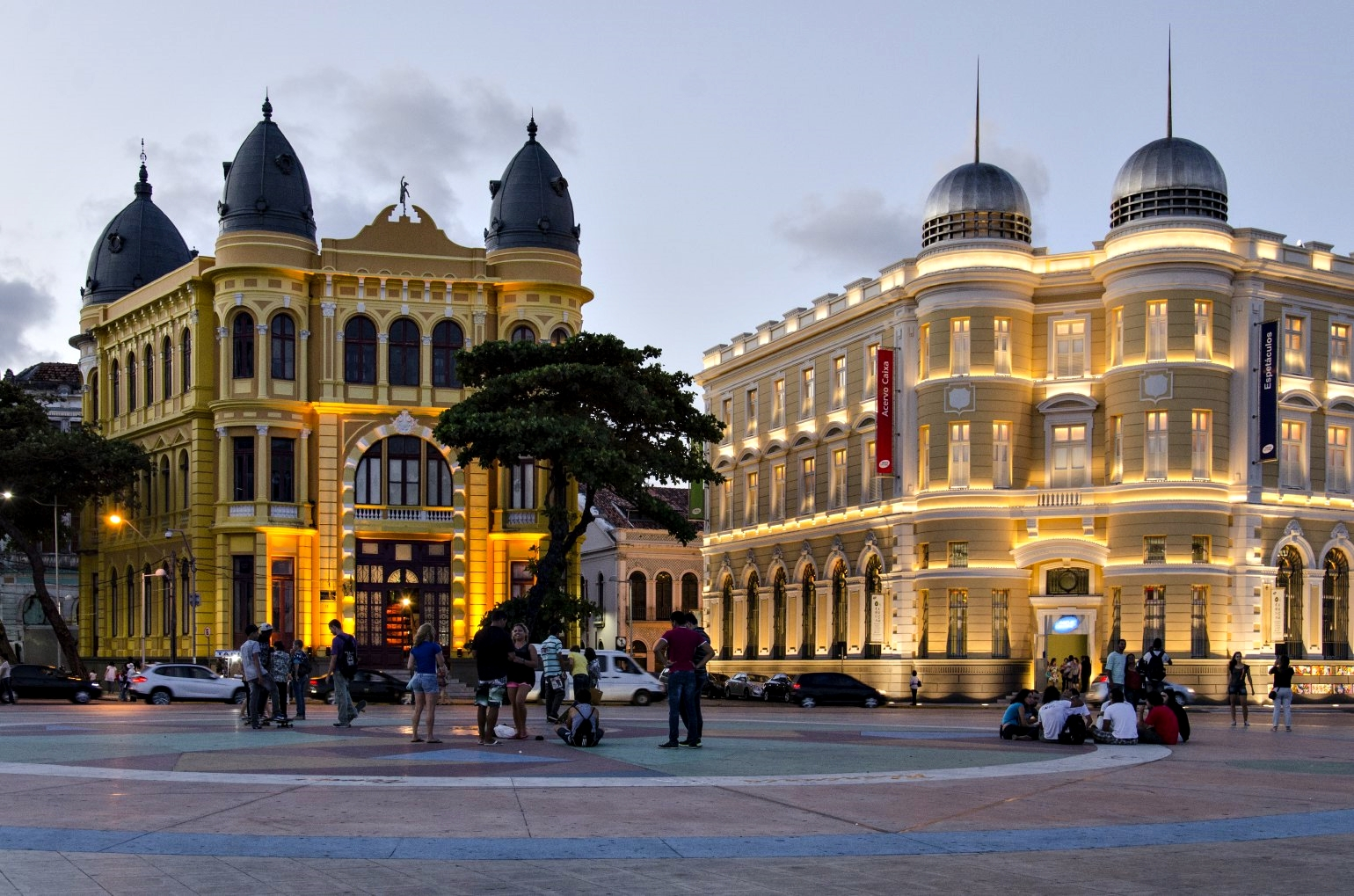
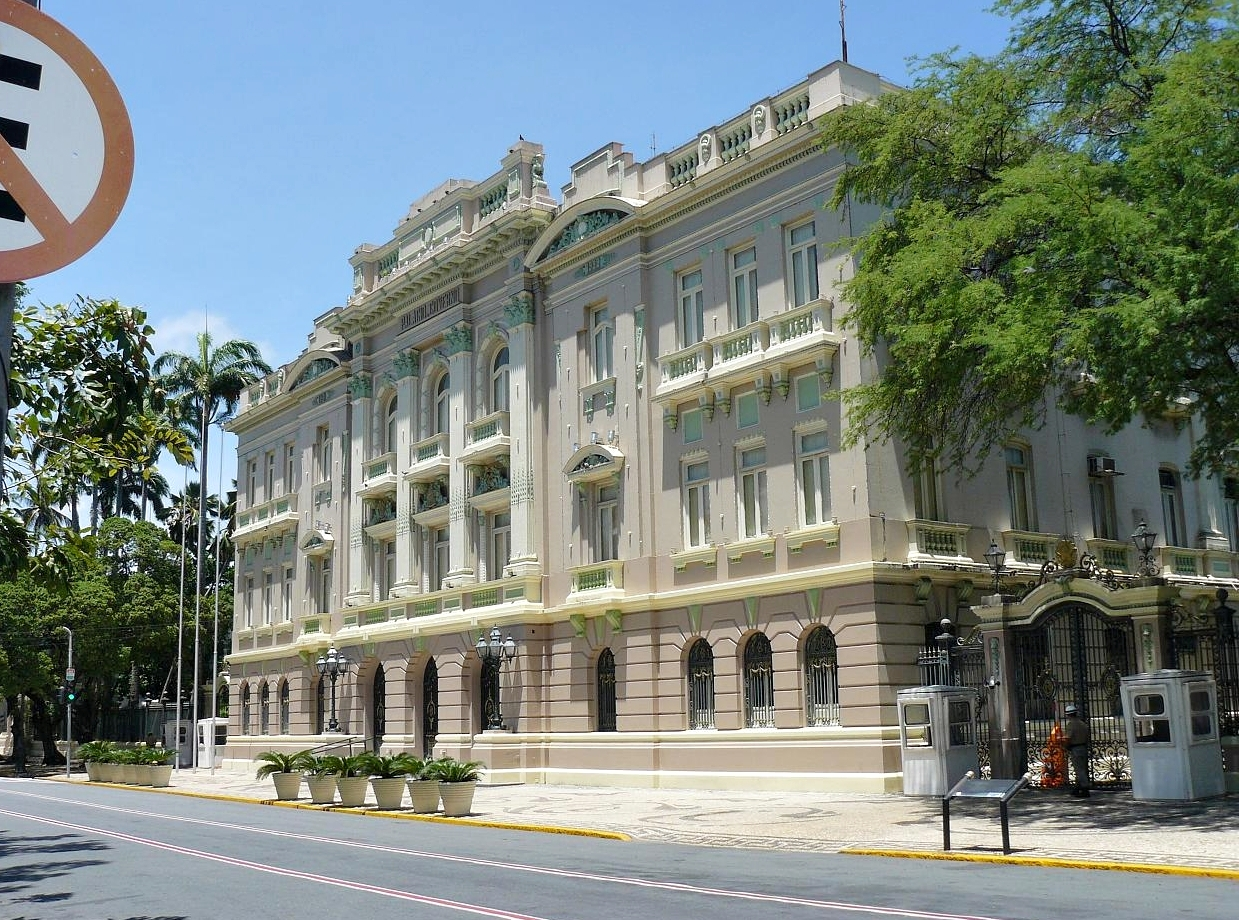
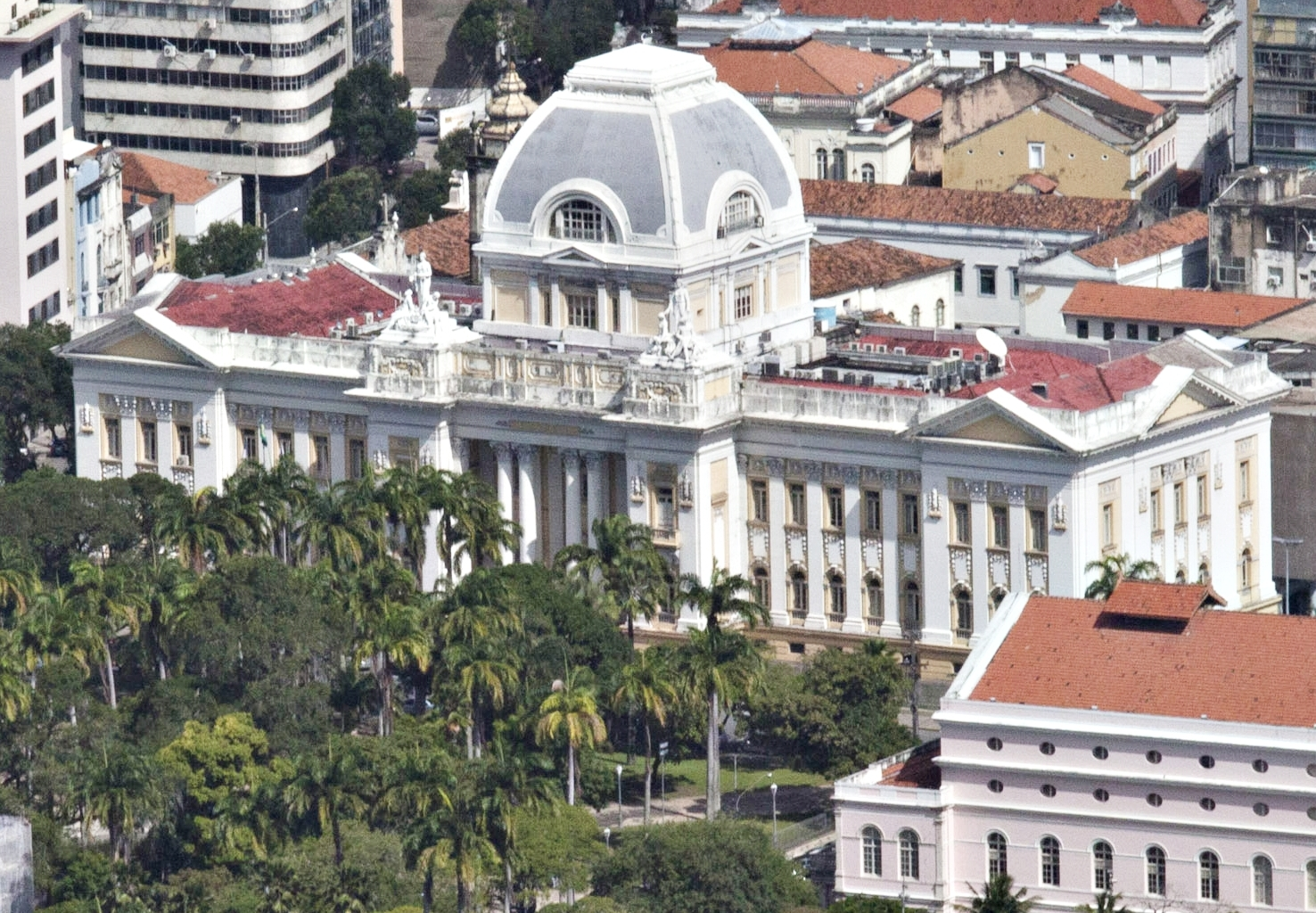

## أعلام
- نيلدو بيترولينا
- فيليبي دي أوليفيرا باروس
- لياندرو باولو روبرتو سوزا
- ريجينالدو أنطونيو دا سيلفا
- جيمس رايت غوردون
- سوليتون بريرا دي اخويلار